# 1997-es Tour de France
Az 1997-es Tour de France volt a 84. francia körverseny. 1997. július 5-e és július 27-e között rendezték. 21 szakaszt tartalmazott. 21 csapat 189 biciklistája vágott neki a távnak.

## Végeredmény
|    | Versenyző            | Csapat        | Idő             |
| -- | -------------------- | ------------- | --------------- |
| 1  | Jan Ullrich          | Team Telekom  | 100 óra 30' 35" |
| 2  | Richard Virenque     | Festina       | 9' 09"          |
| 3  | Marco Pantani        | Mercatone-Uno | 14' 03"         |
| 4  | Abraham Olano        | Banesto       | 15' 55"         |
| 5  | Fernando Escartín    | Kelme         | 20' 32"         |
| 6  | Francesco Casagrande | Saeco         | 22' 47"         |
| 7  | Bjarne Riis          | Team Telekom  | 26' 34"         |
| 8  | José Maria Jiménez   | Banesto       | 31' 13"         |
| 9  | Laurent Dufaux       | Festina       | 31' 55"         |
| 10 | Roberto Conti        | Mercatone-Uno | 32' 26"         |

## Szakaszok
| Szakasz | Időpont    | Végpontok                             | Hossz (km) | Szakaszgyőztes          | Összetett első        |
| ------- | ---------- | ------------------------------------- | ---------- | ----------------------- | --------------------- |
| Prolog  | július 5.  | Rouen – Rouen                         | 7,3 *      | Chris Boardman (GBR)    | Chris Boardman (GBR)  |
| 1       | július 6.  | Rouen – Forges-les-Eaux               | 192        | Mario Cipollini (ITA)   | Mario Cipollini (ITA) |
| 2       | július 7.  | Saint-Valery-en-Caux – Vire           | 262        | Mario Cipollini (ITA)   | Mario Cipollini (ITA) |
| 3       | július 8.  | Vire – Plumelec                       | 224        | Erik Zabel (GER)        | Mario Cipollini (ITA) |
| 4       | július 9.  | Plumelec – Le Puy du Fou              | 223        | Nicola Minali (ITA)     | Mario Cipollini (ITA) |
| 5       | július 10. | Chantonnay – La Châtre                | 261,5      | Cédric Vasseur (FRA)    | Cédric Vasseur (FRA)  |
| 6       | július 11. | Le Blanc – Marennes                   | 215,5      | Jeroen Blijlevens (NED) | Cédric Vasseur (FRA)  |
| 7       | július 12. | Marennes – Bordeaux                   | 194        | Erik Zabel (GER)        | Cédric Vasseur (FRA)  |
| 8       | július 13. | Sauternes – Pau                       | 161,5      | Erik Zabel (GER)        | Cédric Vasseur (FRA)  |
| 9       | július 14. | Pau – Loudenvielle                    | 182        | Laurent Brochard (FRA)  | Cédric Vasseur (FRA)  |
| 10      | július 15. | Luchon – Arcalis                      | 252,5      | Jan Ullrich (GER)       | Jan Ullrich (GER)     |
| 11      | július 16. | Andorra – Perpignan                   | 192        | Laurent Desbiens (FRA)  | Jan Ullrich (GER)     |
| 12      | július 18. | Saint-Étienne – Saint-Étienne         | 55,5 *     | Jan Ullrich (GER)       | Jan Ullrich (GER)     |
| 13      | július 19. | Saint-Étienne – L’Alpe d’Huez         | 203,5      | Marco Pantani (ITA)     | Jan Ullrich (GER)     |
| 14      | július 20. | Le Bourg-d’Oisans – Courchevel        | 148        | Richard Virenque (FRA)  | Jan Ullrich (GER)     |
| 15      | július 21. | Courchevel – Morzine                  | 208,5      | Marco Pantani (ITA)     | Jan Ullrich (GER)     |
| 16      | július 22. | Morzine – Fribourg                    | 181        | Christophe Mengin (FRA) | Jan Ullrich (GER)     |
| 17      | július 23. | Fribourg – Colmar                     | 218,5      | Neil Stephens (AUS)     | Jan Ullrich (GER)     |
| 18      | július 24. | Colmar – Montbéliard                  | 175,5      | Didier Rous (FRA)       | Jan Ullrich (GER)     |
| 19      | július 25. | Montbéliard – Dijon                   | 172        | Mario Traversoni (ITA)  | Jan Ullrich (GER)     |
| 20      | július 26. | Disneyland Párizs – Disneyland Párizs | 63 *       | Abraham Olano (ESP)     | Jan Ullrich (GER)     |
| 21      | július 27. | Disneyland Párizs – Párizs            | 149,5      | Nicola Minali (ITA)     | Jan Ullrich (GER)     |